# Knightsbridge (Metropolitano de Londres)
Knightsbridge é uma estação do Metrô de Londres em Knightsbridge, Londres. Ela fica na linha Piccadilly entre South Kensington e Hyde Park Corner, e se situa na Zona 1 do Travelcard.

## História
A estação foi inaugurada em 15 de dezembro de 1906 pela Great Northern, Piccadilly and Brompton Railway (GNP&BR, atual linha Piccadilly). Quando elas foram abertas, as plataformas eram acessadas da maneira padrão por quatro elevadores e uma escada de emergência conectando-se a passagens paralelas e pontes a meio caminho ao longo das plataformas. O edifício original da estação, projetado por Leslie Green, ficava na Brompton Road, a uma curta distância a oeste de seu cruzamento com a Knightsbridge e a Sloane Street. Uma entrada traseira estava localizada na Basil Street.
A localização da estação em um distrito comercial movimentado e moderno significava que o patrocínio era alto desde o início, principalmente devido à presença local dos empórios Harrods e Harvey Nichols. Isso contrastava com a próxima estação na linha oeste — Brompton Road — onde o número de passageiros era tão baixo que, logo após sua abertura, muitos trens tinham horários programados para não parar por aí.

### Reconstrução dos anos 1930
No início dos anos 1930, a disponibilidade de subsídios do governo para estimular a economia deprimida permitiu à Underground Electric Railways Company realizar um grande programa de modernização, durante o qual muitas estações do centro de Londres foram atualizadas com escadas rolantes para substituir os elevadores originais. Knightsbridge foi uma das estações da linha Piccadilly a se beneficiar da instalação de escadas rolantes.
Para permitir que as escadas rolantes alcancem as plataformas existentes sem reconstrução subterrânea excessiva ou interferência nas operações da estação, um novo saguão foi construído sob o cruzamento da Brompton Road com a Knightsbridge e a Sloane Street e novas passagens de circulação foram construídas no nível mais baixo. Uma nova entrada de estação foi inserida no prédio existente na esquina da entrada da Brompton Road e Sloane Street Subway nos outros cantos do cruzamento, permitindo que os pedestres evitassem o tráfego no cruzamento movimentado. As entradas originais em Brompton Road e Basil Street foram fechadas. O prédio da Brompton Road foi posteriormente demolido, mas a entrada traseira na esquina da Basil Street e Hoopers Court permanece, embora convertida para uso como escritórios.
Para diminuir o congestionamento, também foi decidido fornecer uma entrada adicional para o extremo oeste das plataformas, mais perto da Harrods. A saída adicional diminuiria ainda mais o número de passageiros na Brompton Road, então esta estação estava programada para fechar. Uma escada separada foi providenciada para as escadas rolantes ocidentais, que são acessadas por uma longa passagem subterrânea a partir da entrada de superfície na esquina de Hans Crescent. Essa passagem subterrânea estreita deveria ser um problema regular, muitas vezes ficando congestionada com grupos de passageiros tentando passar um pelo outro no espaço confinado.
Eventualmente, em 2004, esse congestionamento foi resolvido pela expansão dessa saída numa grande área circular, sob a estrada em direção a Harrods, com a saída da estação por uma escada no meio da estrada.

## Atualização da estação nos anos 2010
Nos últimos anos, várias melhorias fragmentadas na estação ocorreram. As plataformas foram reformadas em 2005, com os ladrilhos de cor creme dos anos 1930 sendo escondidos atrás de um moderno sistema de revestimento de metal. Em dezembro de 2010, uma nova entrada foi aberta do outro lado da rua da estação, como parte do empreendimento residencial One Hyde Park.
Em 2017, uma grande atualização para a estação foi anunciada, com duas novas entradas construídas na Brompton Road e na Hooper's Court. A nova entrada da Hooper's Court terá dois grandes elevadores, que permitirão o acesso sem degraus por toda a estação. Essa entrada também reabrirá algumas áreas da estação que foram fechadas no início dos anos 30, quando as escadas rolantes foram instaladas.
Anteriormente prevista para ser inaugurada em 2021, a entrada escalonada na Brompton Road, que substituiu uma entrada menor na esquina da Sloane Street que estava se tornando insegura devido à superlotação e a uma calçada estreita no exterior, foi inaugurada em outubro de 2022.
Este trabalho levou pelo menos três anos, com a nova entrada da Brompton Road aberta para os clientes em 2019 e a entrada da Hooper's Court em 2020 - com a estação ficando livre de degraus naquele momento. A maioria dos custos de upgrade foi paga pela Knightsbridge Estate e pelos desenvolvedores Chelsfield, que são proprietários (e planejaram reconstruir) a propriedade acima da estação. A TfL contribuiu com £12 milhões, permitindo que o acesso sem etapas seja estendido ao nível da plataforma.

## Na cultura popular
A estação apareceu em um episódio de 1992 de Rumpole of the Bailey (Rumpole and the Children of the Devil), enquanto Horace Rumpole e sua esposa Hilda viajam para lá separadamente das estações Temple e Gloucester Road, respectivamente. Eles saem da estação Knightsbridge das escadas no antigo pórtico no nível da rua, na esquina da Hans Crescent e da Brompton Road, que desde então foi reconstruída como a entrada principal de uma loja de moda Zara no número 79 da Brompton Road.
A cena de abertura da versão cinematográfica de 1997 de The Wings of the Dove, de Henry James, foi ambientada nas plataformas do leste nas estações Dover Street e Knightsbridge, ambas representadas pelo mesmo modelo de estúdio, completo com uma recriação de trabalho de um trem 1906 Stock.

## Conexões
As rotas dos ônibus de Londres 9, 14, 19, 22, 52, 74, 137, 414, 452, C1 e as rotas noturnas N9, N19, N22, N74 e N137 atendem a estação.

## Galeria

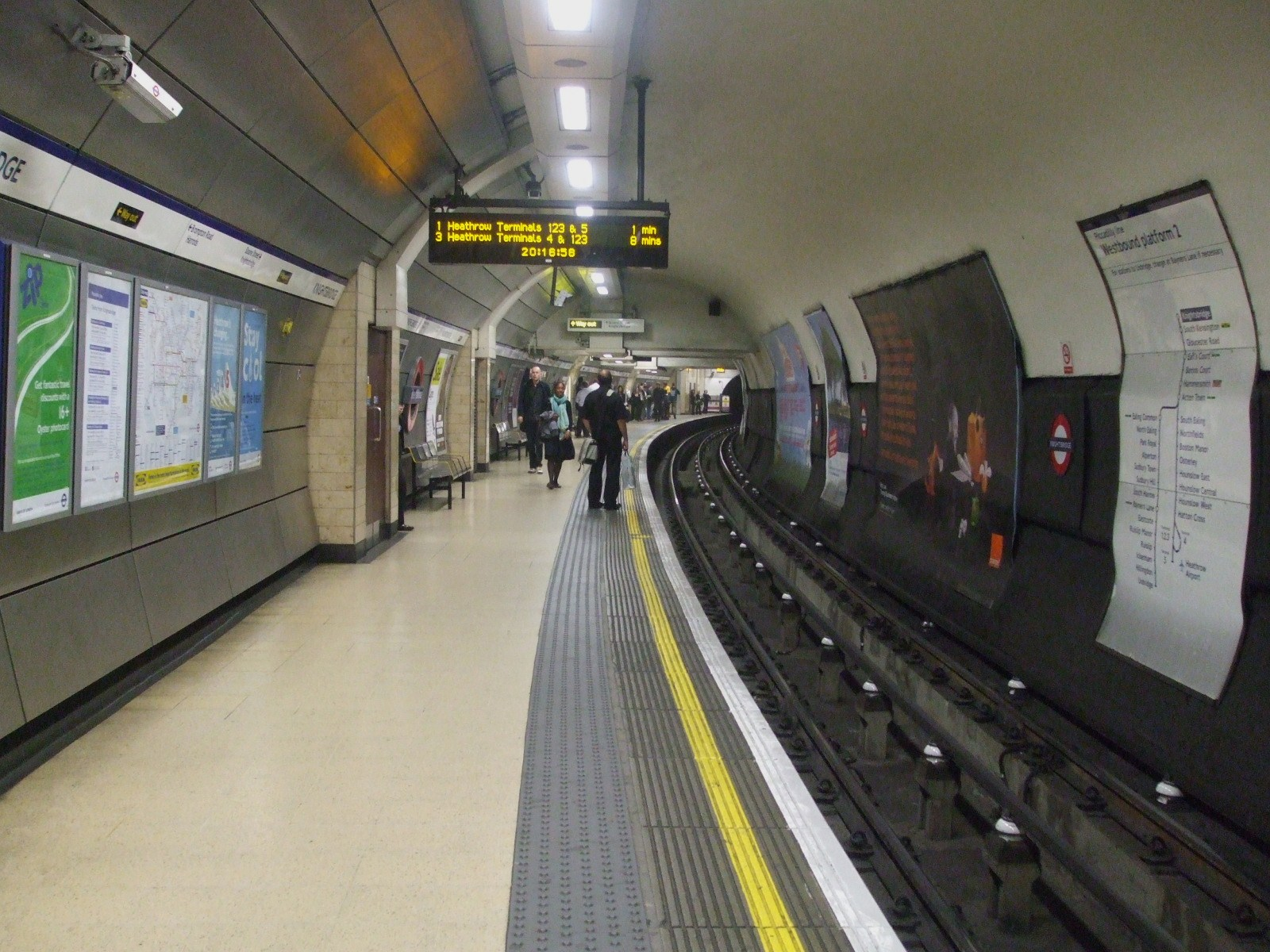
Plataforma a oeste olhando para o leste
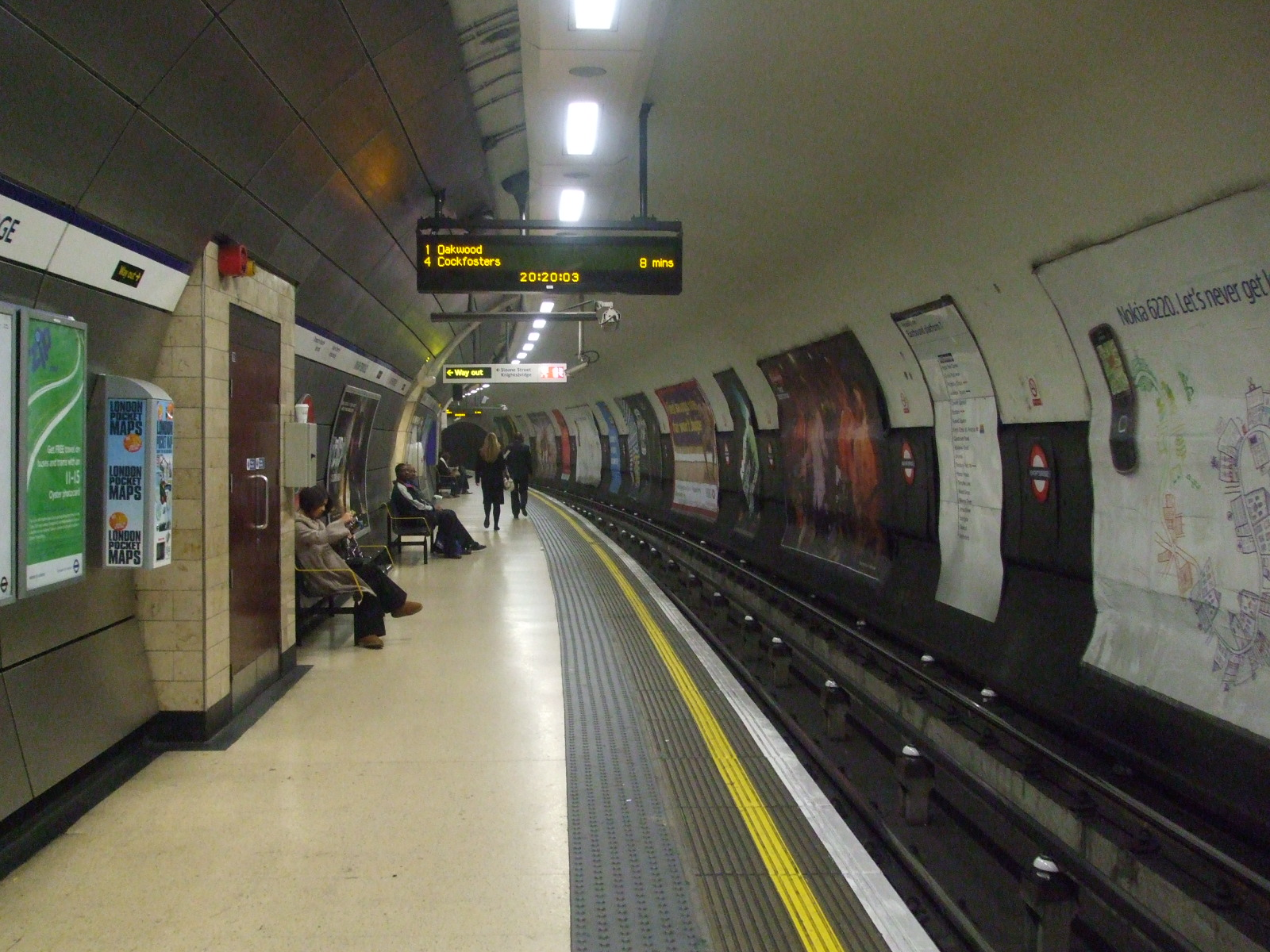
Plataforma a leste olhando para o oeste
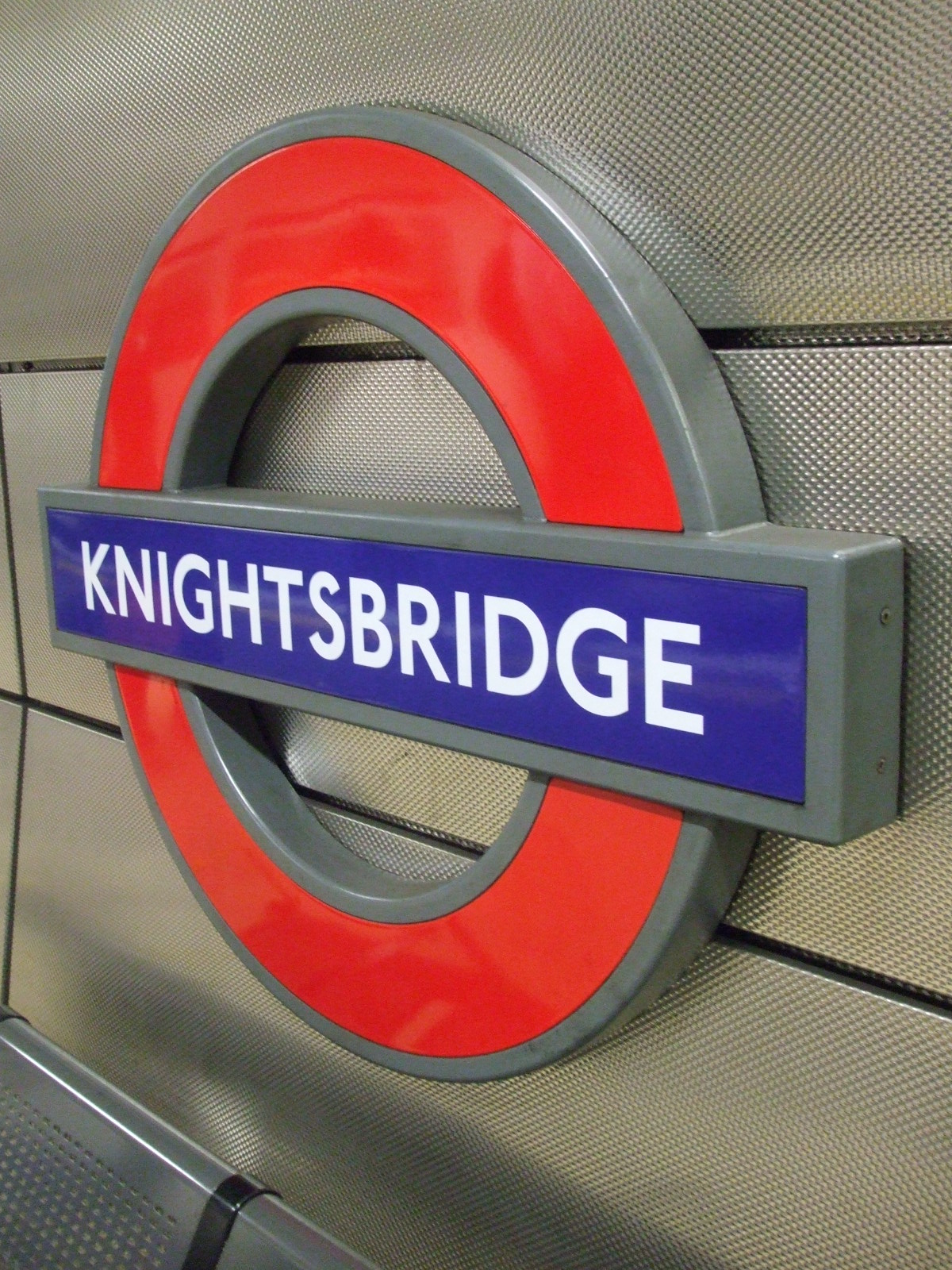
Roundel da plataforma